# Lexus LS (USF40)
Lexus USF40 — нове покоління автомобілів Lexus LS, що замінили модель лімузина вищого класу Lexus UCF30, яка серійно вироблялась з 2001 року до 2006 року.

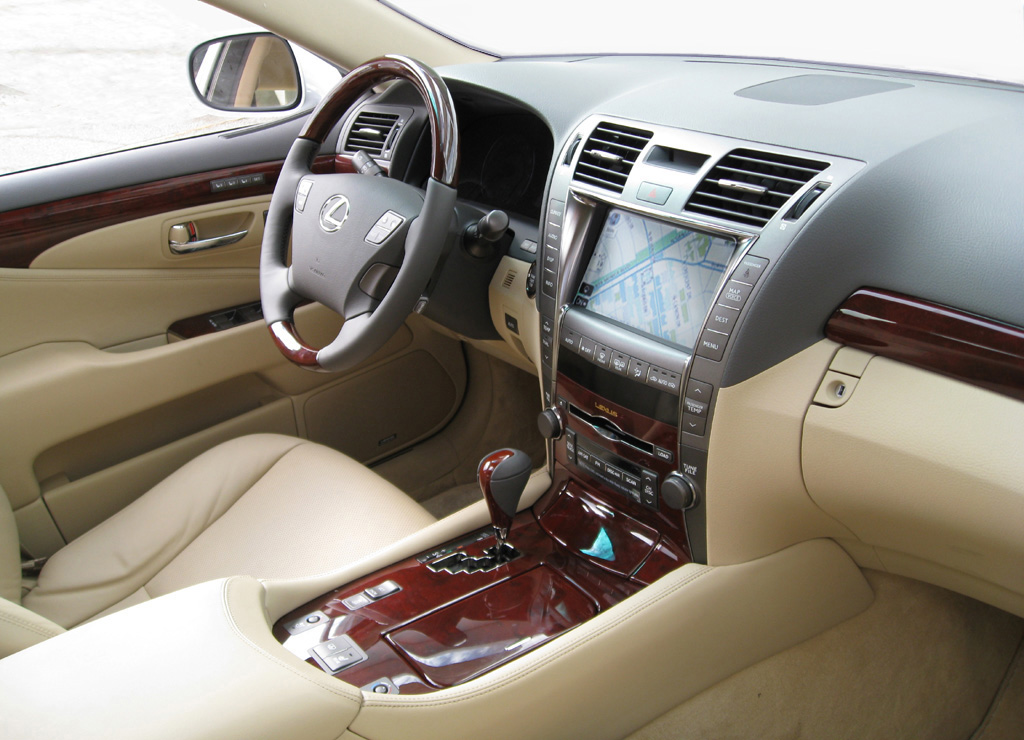
Салон Lexus LS

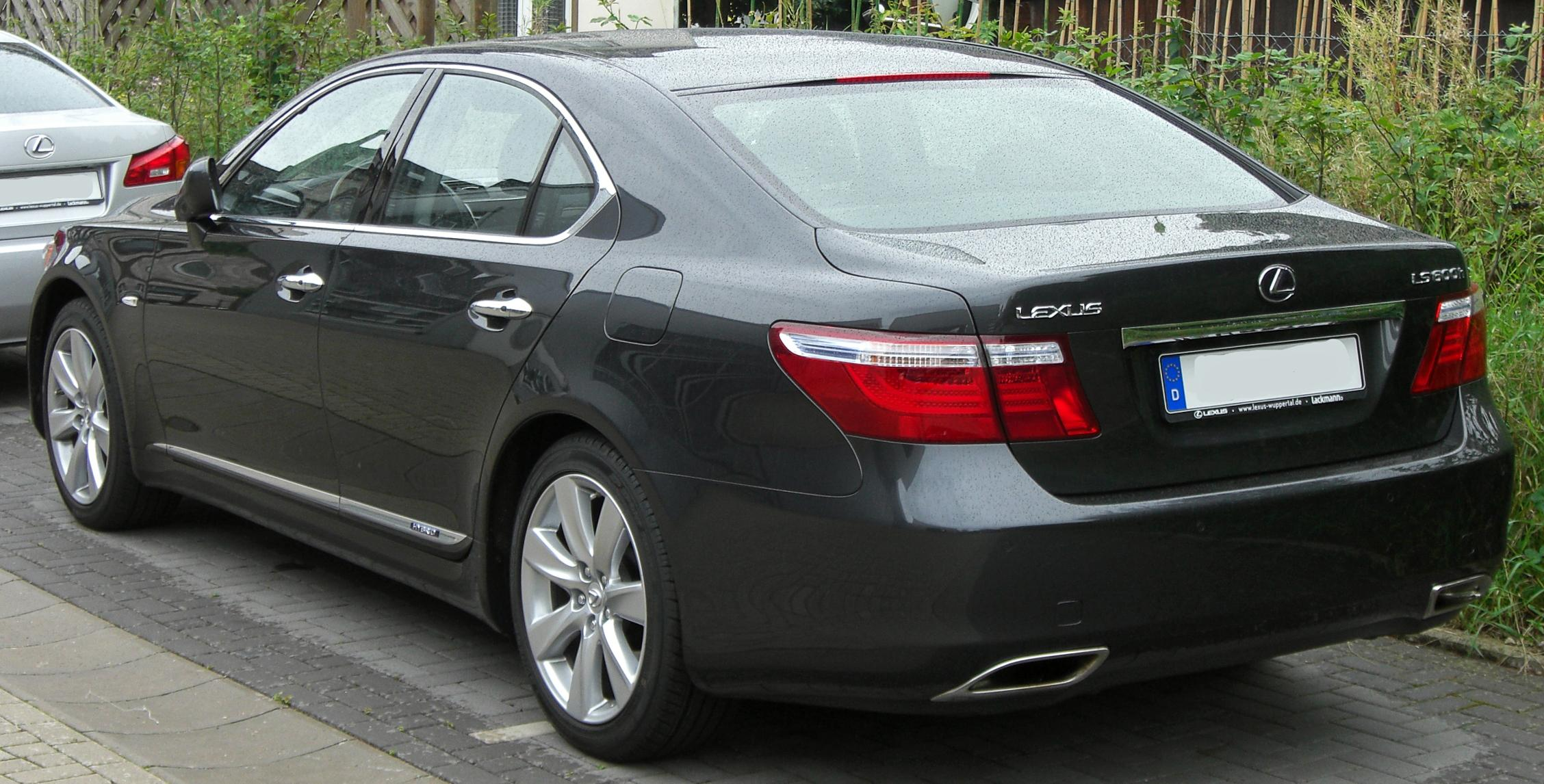
Lexus LS 600h (2007-2010)

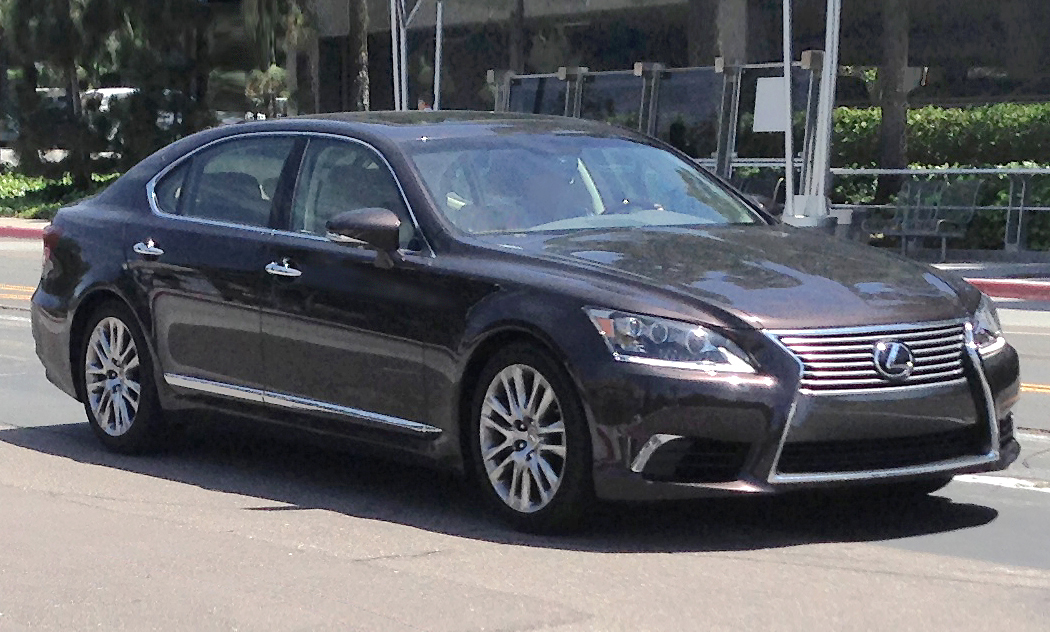
Lexus LS 460 L (з 2013)

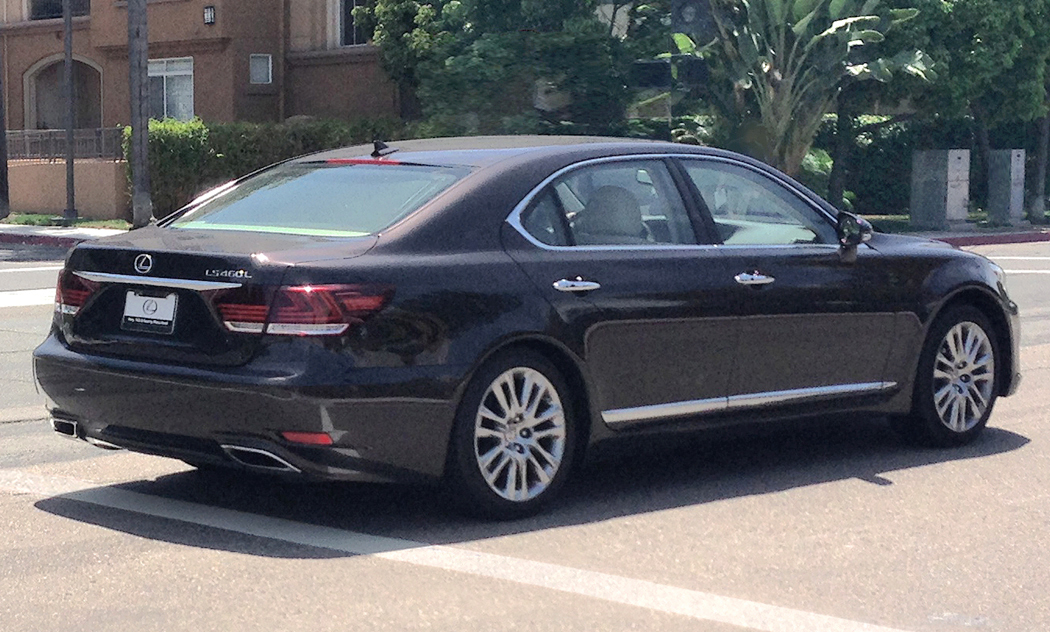
Lexus LS 460 L (з 2013)

Базова модель має внутрішньозаводське позначення USF40, варіант зі збільшеною колісною базою (відстань між передньою і задньою осями коліс) має заводський індекс USF41, а у маркуванні для продажу буде позначатися літерою L (наприклад LS 460  та LS 460 L). Повнопривідна версія позначається приставкою AWD (наприклад LS 460 AWD). 
В 2010 році модель модернізували.
В 2013 році модель модернізували вдруге, в корпоративному стилі останніх моделей Lexus.

## Гібридні версії
Крім версії бензинової версії в сімействі Lexus LS є ще версія з гібридним двигуном, яка має внутрішньозаводське позначення UVF45, варіант зі збільшеною колісною базою має заводський індекс UVF46, у маркуванні для продажу буде гібридні версії позначатися літерою h (наприклад коротка версія LS 600h  та відповідно подовжена LS 600h L). Гібридні моделі серійно оснащуються повнопривідною трансмісією.

## Двигуни
Для Lexus LS-серії доступні 2 моделі двигунів. Обидва двигуни є бензиновими V8. У 600h/LS LS 600h L, бензиновому двигуну допомагає електродвигун і важкі батареї — так звані гібридні повної системи. Однак, акумулятор зменшує об'єм багажного відділення з 505 літрів на LS 460 до 325 літрів на LS 600h. 
|                                           | LS 460 / LS 460 L           | LS 460 AWD (з 12/2008)      | LS 600h / LS 600h L                           |
| Тип двигуна і число циліндрів             | V8-Бензиновий               | V8-Бензиновий               | V8-Бензиновий + Електричий                    |
| Об'єм                                     | 4608 см³                    | 4608 см³                    | 4969 см³                                      |
| Потужність                                | 381 к.с. (280 кВт)          | 367 к.с. (270 кВт)          | 394 к.с. (290 кВт)                            |
| max. Крутний момент                       | 493 Нм                      | 469 Нм                      | 520 Нм                                        |
| Електродвигун                             |                             |                             | 165 кВт/300 Нм                                |
| Hochleistungsbatterie                     |                             |                             | 37 кВт/288 V Nennspannung Nickel-Metallhydrid |
| Сумарна потужність                        |                             |                             | 327 кВт 650 V max. Betriebsspannung           |
| Привіт                                    | Задній                      | Повний                      | Повний                                        |
| КПП                                       | 8 ст. автоматична           | 8 ст. автоматична           | автоматична                                   |
| Максимальна швидкість, км/год             | 250 (обмежена електронікою) | 250 (обмежена електронікою) | 250 (обмежена електронікою)                   |
| Розгін 0–100 км/год в с                   | 5,7                         | 6,3                         | 6,3                                           |
| Витрапти пального, комбіновано в л/100 км | 11,1 Super                  | 11,6 Super                  | 9,3 Super                                     |
| Викид CO2, комбіновано в гр/км            | 261                         | 274                         | 219                                           |